# Renoir (film)
Renoir – francuski dramat biograficzny z 2012 roku w reżyserii Gilles'a Bourdos. Scenariusz autorstwa Gilles'a Bourdos i Jérôme'a Tonnerre'a powstał w oparciu o książkę autobiograficzną Le tableau amoureux autorstwa Jacques'a Renoira. Film miał swoją prapremierę 25 maja 2012 roku na 65. Międzynarodowym Festiwalu Filmowym w Cannes, zaś do kin wszedł 2 stycznia 2013 roku. W Polsce nie był dystrybuowany. Zdjęcia do filmu nagrywano w Rayol-Canadel-sur-Mer w departamencie Var.
Film uchodzi za ważny w karierze 21-letniej wówczas Christy Théret, znanej dotąd głównie z roli 16-latki Loli w komedii LoL z 2008 roku. W jednym z wywiadów aktorka przyznała, że rola w filmie Renoir była właśnie taka, jakie chciała by grać – hołdem dla jakiejś ważnej postaci. Wątek fabularny był jej o tyle bliski, że sama jest córką malarza i modelki. Na potrzeby roli, w której odegrała również sceny nagości, musiała m.in. przefarbować swoje blond włosy na rudo i przytyć, co pomogło jej zdystansować się od własnej osobowości i lepiej wczuć w rolę.
Obraz otrzymał 72% pozytywnych spośród 69 recenzji (stan na 29.08.2020 r.) na serwisie internetowym Rotten Tomatoes, co daje mu średnią ocenę 6.54/10.

## Nagrody i nominacje
Film otrzymał w 2014 roku nagrodę César dla Pascaline Chavanne za najlepsze kostiumy, a także kolejne trzy nominacje dla Michela Bouquet jako najlepszego aktora, Pinga Bin Lee za najlepsze zdjęcia i Benoît Barouh za najlepszą scenografię. W tym samym roku kompozytor Alexandre Desplat otrzymał nagrodę Étoiles d'Or, France za muzykę oryginalną do filmu. Renoir zdobyło także główną nagrodę AARP Movies for Grownups Awards dla najlepszego filmu obcojęzycznego. Film był nominowany do Nagrody Lumière w czterech kategoriach: za najlepszy film, dla Gilles'a Bourdos jako najlepszego reżysera, Michela Bouquet jako najlepszego aktora oraz Christy Théret jako najlepszej aktorki. Oprócz tego obraz był nominowany do nagród: dla reżysera Gilles'a Bourdos na Festiwalu Filmowym w Cannes w 2012 r.; World Soundtrack Award dla Alexandre'a Desplat jako kompozytora roku; Spotlight Award od American Society of Cinematographers dla kamerzysty Pinga Bin Lee (2014) i Chlotrudis Award za scenografię dla Benoît Barouh (2014). Renoir było też oficjalnym kandydatem Francji do nagrody za najlepszy film nieanglojęzyczny na 87. ceremonii wręczenie Oscarów w 2014 roku.

## Fabuła
Akcja filmu rozpoczyna się latem 1915 roku, gdy Jean Renoir (Vincent Rottiers), późniejszy reżyser filmowy, powraca do domu na Lazurowym Wybrzeżu w celu rekonwalescencji po tym, jak został ranny na froncie I wojny światowej. Razem z nim przybywa Andrée Heuschling (Christa Théret), później znana jako Catherine Hessling. Młoda kobieta zostaje muzą Auguste'a Renoira (Michel Bouquet), malarza nękanego artretyzmem i pogrążonego w żałobie po śmierci żony, a jednocześnie ojca Jeana. Film opowiada o skomplikowanej relacji trójki głównych bohaterów.
W celu lepszego zobrazowania głównego wątku i relacji bohaterów, reżyser Gilles Bourdos zapoznał się m.in. ze starymi pamiętnikami i innymi pamiątkami po rodzinie Renoir.

## Obsada
- Michel Bouquet jako Auguste Renoir
- Vincent Rottiers jako Jean Renoir
- Christa Théret jako Catherine Hessling
- Thomas Doret jako Coco Renoir
- Laurent Poitrenaux jako Pierre Renoir
- Michèle Gleizer jako Aline Renoir
- Romane Bohringer jako Gabrielle[5]